# روبرتو ملندس
روبرتو ملندس (اسپانیایی: Roberto Meléndez‎; ۳۱ مارس ۱۹۱۲ – ۲۰ مهٔ ۲۰۰۰) بازیکن فوتبال اهل کلمبیا بود.
از باشگاه‌هایی که در آن بازی کرده است می‌توان به باشگاه ورزشی اتلتیکو جونیور اشاره کرد.
وی همچنین در تیم ملی فوتبال کلمبیا بازی کرده است.
وی در مسابقات کشوری و بین‌المللی در مجموع برندهٔ ۱ مدال برنز شده است.